# Música de jogos eletrônicos
A música de jogos eletrônicos (também conhecida como pelo seu termo correspondente em inglês, video game music, ou VGmusic) consiste na música original criada para servir de trilha sonora para videogames, bem como qualquer outra peça musical relativa a essa mídia, e pode ser considerado um estilo musical por si próprio, dada a natureza de seus primeiros exemplos, que usavam recursos ainda inéditos gerados por computadores, que mais tarde viriam a constituir um outro estilo musical, chamado chiptune. Exemplos posteriores continuaram usando recursos similares, com músicas baseadas em sintetizadores.
Com os avanços tecnológicos, a música dos videogames se desenvolveu para incluir uma gama mais ampla de sons. Os jogadores podem ouvir música em praticamente qualquer momento durante um jogo eletrônico, seja na tela de título, nos menus ou ao participarem ativamente do game. A trilha sonora dos jogos também pode mudar dependendo das ações ou das situações em que um jogador se depara, como indicar ações perdidas, informar ao jogador que ele está em uma situação perigosa ou recompensá-lo por conquistas específicas.
A popularidade que a música de videogame alcançou criou oportunidades de emprego, premiações e fez com que trilhas sonoras de jogos eletrônicos fossem vendidas comercialmente e apresentadas em shows.

## História

### Chips e a Era dos 8-Bit

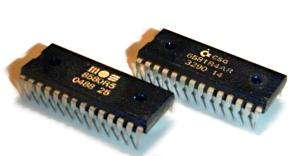
Chips usados no Commodore 64.

No momento em que os Vídeo games começavam a despontar como uma grande forma de entretenimento na década de 1970, a música era armazenada de forma física em formatos analógicos como cassetes e discos de vinil. Tais componentes eram demasiados caros e frágeis para serem considerados ideais para serem usados em máquinas de arcade, apesar de, em casos raros, terem de fato sido usados (Journey). Um método mais prático de ter música em um videogame foi por meios digitais, aonde um chip de computador iria transformar impulsos elétricos correspondentes a códigos de computador em ondas sonoras analógicas para um alto-falante. Efeitos sonoros para jogos também eram gerados deste modo. Os efeitos sonoros para os jogos também foram gerados desta forma. Um dos primeiros exemplos de tal abordagem à música de videogame foi o chiptune de abertura em Gun Fight, de Tomohiro Nishikado (1975).
Mesmo esse recurso permitindo a inclusão de música em fliperamas durante a década de 1970, a música geralmente era monofônica e sendo repetida, ou usada raramente em telas de abertura ou entre as fases, como em Pac Man ou Pole Position. A decisão de incluir música em um videogame significava que, em algum ponto, ela deveria ser transcrita em código de computador por um programador, mesmo que este não tenha nenhuma experiência musical. Algumas trilhas-sonoras eram originais, outras eram de domínio público, como canções tradicionais. O popular console caseiro Atari 2600, por exemplo, até então era capaz de gerar apenas dois tons, ou "notas". Algumas exceções, como jogos de fliperama desenvolvidos pela Exidy, deram passos rumos a sons digitais, ou samples.
Essa evolução no ramo prosseguiu na década de 1980. Com os avanços em relação ao silício e às quedas nos custos de tecnologia, surgiu uma geração definitivamente nova de máquinas de arcades e consoles caseiros. Máquinas de arcade baseadas no CPU 68000 da Motorola e nos chips YM da Yamaha para geradores de sons possuíam um número consideravelmente maior de variedade de tons, ou canais de som, algumas vezes sendo 8 ou mais. Consoles caseiros também tiveram avanços em termos de sons, começando com o Colecovision em 1982, com capacidade 4 canais. No entanto, o exemplo mais notável foi o lançamento de 1985 da empresa japonesa Nintendo, o Famicom, conhecido no ocidente como Nintendo Entertainment System, o popular NES. Tinha a capacidade de um total de 5 canais, um deles sendo capaz de gerar sons digitais simples em PCM. Também é digno de nota o computador caseiro Commodore 64, lançado em 1982, que havia capacidades primárias de filtragem de efeitos e tipos variados de formas de ondas. Seu preço relativamente baixo o tornou uma alternativa popular para outros computadores domésticos, bem como sua possibilidade de usar a TV como um monitor.
Evoluções no desenvolvimento da música para videogames nesse período geralmente envolviam o uso de gerações simples de tons e/ou síntese de modulação de frequência para simular instrumentos para melodias, e o uso de um canal de ruído para simular sons percussivos. Uso primitivo de sons digitais em PCM nesse tempo estava limitado a pequenos efeitos (como em Monopoly) ou como uma alternativa para sons percussivos (Super Mario Bros. 3). A música em consoles domésticos geralmente tinha que dividir os canais disponíveis com outros efeitos sonoros. Por exemplo, se um raio laser fosse disparado de uma nave espacial, e o laser usasse um tom de 1400 Hz, então o canal que estivesse sendo usado pela trilha-sonora teria que ter a música interrompida para que o som pudesse ser executado.
Entre o meio e o final da década de 1980, houve uma grande onda de lançamentos de jogos para essas plataformas que tinham música composta por pessoas com mais experiência musical. A qualidade das composições avançou notavelmente, e a popularidade da música dos jogos deste período continuou a ser relevante nas décadas seguintes. Entre os compositores que ganharam fama com sua música composta para esses jogos incluem Kōji Kondō (Super Mario Bros., The Legend of Zelda), Koichi Sugiyama (Dragon Quest), Rob Hubbard (Monty On the Run), Hirokazu Tanaka (Metroid e Kid Icarus), Martin Galway (Times of Lore), Hiroshi Miyauchi (Out Run), Nobuo Uematsu (Final Fantasy), Yuzo Koshiro (Ys). Nos últimos anos de popularidade do NES, alguns jogos eram lançados com chips geradores de tons adicionais, expandido o número de canais. Isso demonstrou uma maior atenção voltada ao som e a música dos jogos, já que essa expansão acarretava em um maior custo para a fabricação do cartucho.
A próxima geração de consoles e computadores domésticos e arcades iria mudar os rumos da música nos videogames.

### Primórdios da síntese digital

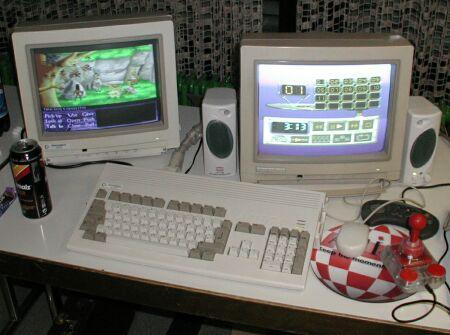
Amiga: Pioneiro nos sons digitais.

No início da década de 1980, alguns jogos de arcade começaram a dar passos em direção a sons digitais . O jogo de arcade da Namco de 1980 , Rally-X, foi o primeiro jogo conhecido a usar um conversor digital para analógico (DAC) para produzir tons digitais em vez de um gerador de tons.  Nesse mesmo ano, também foi lançado o primeiro videogame conhecido com síntese de fala : o jogo de tiro Stratovox da Sunsoft.  Mais ou menos na mesma época,  a introdução da síntese de modulação de frequência ( síntese FM ), lançada comercialmente pela primeira vez pela Yamaha para seus sintetizadores digitais e chips de som FM, permitiu que os tons fossem manipulados para terem características sonoras diferentes, onde antes o tom gerado pelo chip era limitado ao design do próprio chip. O jogo de arcade de 1983 da Konami, Gyruss usou cinco chips de som de síntese junto com um DAC para criar uma versão eletrônica da Tocata e Fuga em Ré menor de JS Bach.
O primeiro computador caseiro a utilizar processamento de sinais digitais para gerar sons foi o Commodore Amiga em 1985. O chip do computador inicialmente apresentava quatro conversores independentes de sinais analógicos para digitais de 8-bit. Ao invés de simplesmente gerar uma onda sonora que parecia um simples bip, agora era possível executar samples de sons pré-gravados para serem tocados através do chip de som, armazenados em memória. Isso permitiu que o desenvolvedor pudesse gravar e usar um sample de um instrumento real ou de um som desejado em uma qualidade significativamente mais alta e com uma maior fidelidade do que a disponível anos atrás. Este era um estágio primitivo do que mais tarde viria a ser conhecido como wavetable e soundfont. Por ser o pioneiro e tendo um preço acessível, o Amiga viria a continuar sendo uma ferramenta básica nos primórdios da música sequênciada, especialmente na Europa.
O principal rival do Amiga, o Atari ST, usava o gerador de som programável (programmable sound generator, ou PSG) Yamaha YM2149, que era limitado se comparado ao chip SID, do Commodore 64. Som digital era ouvido no Atari ST apenas com o uso de truques de programação que consumiam tempo do processador, o que era impraticável no desenvolvimento de jogos. No entanto, já que o Atari ST já vinha com entradas MIDI, era usado por músicos profissionais como um dispositivo para programação MIDI.
Clones dos PCs da IBM em 1985 ainda não tinham grandes habilidades multimídia, e sons digitais ainda não eram populares nos consoles. Apesar do grande potencial em produzir sons mais realistas, cada sample consumia uma grande quantidade de memória. Nesse tempo memória, seja em estado sólido (cartuchos), magnético (disquetes) ou qualquer outro tipo era bastante custoso por kilobyte. Chips de som seqüenciados geravam música com apenas algumas linhas de código simples e consumia menos memória.
A já mencionada evolução híbrida (som digital e chips) para a composição de músicas para videogames para a terceira geração de consoles continuou na quarta geração, a era dos 16-bit, iniciada com o Sega Mega Drive em 1988. O Mega Drive (ou Sega Genesis, como é conhecido nos Estados Unidos) apresentou grandes avanços gráficos em relação ao NES e uma melhorada capacidade de síntese de som, mas ainda mantinha várias similaridades com o modo de desenvolvimento de som de seus antecessores. Dez canais de tons, sendo um para sons digitais, disponíveis em estéreo, contra os 5 canais em mono do NES. Como antes, seria usado principalmente para sons percussivos, como em Sonic the Hedgehog 3, aonde é simulado um kit de bateria. Os 16-bit, que se referem à CPU, não deve ser confundidos com sons digitais de 16-bit, algo que o Genesis não era capaz de fazer. O sistema de som ainda era considerado demasiado limitado para a maioria dos músicos, o que os forçava a um uso muito mais criativo do sintetizador de modulação de frequência para criar uma experiência auditiva agradável.
Com a queda do custo da memória magnética para disquetes, a evolução da música no Amiga (e no desenvolvimento de música nessa área em geral) abriu as portas para o som digital. Levou alguns anos até os desenvolvedores de games para o Amiga aprenderem a dominarem o uso de efeitos sonoros digitais na música (uma das primeiras exceções era a música-tema da abertura do jogo de aventura em texto The Pawn, de 1986). Além disso, nessa época a música criada para games começava a formar sua própria identidade, e muitos músicos começaram a criar música que soava intencionalmente como o que era ouvido no Commodore 64, o que resultou no nascimento do gênero chiptune.
O lançamento de um software distribuído gratuitamente chamado Sound Tracker, desenvolvido por Karsten Obarski, em 1987, iniciou a era do formato MOD, o que facilitou a produção de música baseada em sons digitais. O formato foi bastante usado nos games do início da década de 1990. Bons exemplos de jogos do Amiga que usavam samples de instrumentos incluem a trilha-sonora de David Whittaker para Shadow of the Beast, a trilha-sonora de Chris Hülsbeck para o Turrican 2 e as melodias de Matt Furniss para Laser Squad. Richard Joseph também compôs músicas-tema com vocais e letras para jogos da Sensible Software, os mais famosos sendo Cannon Fodder (1992), com a canção "War Has Never Been So Much Fun" e Sensible Soccer (1994), com a canção "Goal Socoring Superstar Hero". Ambas canções usavam samples de vocais consideravelmente longos.
Similar ao Amiga, a evolução do som e da música também aconteceu em fliperamas. Em 1991, jogos como Street Fighter II no CPS-1 usavam samples de voz, além de outros efeitos sonoros e percussão. O Neo Geo também tinha um sistema MVS com uma poderosa capacidade de som, que incluía som surround.

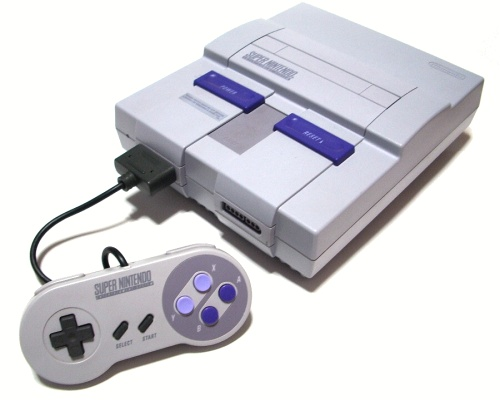
O Super Nintendo: um marco na história do som dos videogames.

A evolução também seguiu para consoles caseiros, mais notavelmente com o lançamento do Super Famicon em 1990, chegando no ocidente como Super Nintendo Entertainment System, ou SNES, em 1991. Esse console caseiro trazia um chip especializado da Sony para geração de som e DSP. Era capaz de 8 canais de sons digitais com uma resolução de até 16-bit, processando uma seleção impressionante de efeitos DSP, incluindo um tipo de ADSR vista apenas em sintetizadores de tecnologia de ponta nesse período, e som em estéreo. Isso permitiu a experimentação de aplicar acústicas nos videogames, como acústicas musicais (nos primeiros jogos, como Castlevania IV, F-Zero, Final Fantasy IV, Gradius III e em jogos posteriores, como Chrono Trigger), direcional (Star Fox) e ambiental (Dolby Pro-Logic foi usada em alguns jogos, como King Arthur's World e Jurassic Park), além do arquitetura acústica (The Legend of Zelda: A Link to the Past, Secret of Evermore). Muitos jogos também faziam grande aproveitamento da capacidade de alta qualidade da reprodução dos samples (Super Star Wars, Tales of Phantasia). A única limitação real dessa poderosa configuração era o alto custo da memória em estado sólido.
Outros consoles dessa geração possuíam habilidades similares. O Neo Geo tinha um poderoso sistema de processamento de samples, mas era bem mais caro que o SNES. O Sega CD, um upgrade para o Mega Drive, adicionou múltiplos canais PCM, mas poucos títulos usavam essa capacidade e simplesmente reproduziam música de um CD a partir de um formato Red Book. Nenhum teve a popularidade do SNES.
A popularidade do SNES, por sinal, ficou restrita em regiões aonde NTSC era padrão, em parte graças à diferença entre a frequência de frames por segundo de PAL, o que fazia com que muitos títulos lançados nunca fossem adaptados para serem jogados apropriadamente nesse outro sistema, e funcionavam muito mais lentos, ou nem mesmo chegavam a ser lançados para essas regiões. Isso representava uma divergência entre quais trilhas-sonoras dos games eram populares entre os países de PAL e NTSC. Essa divergência seria diminuída à medida que os consoles da quinta geração eram lançados mundialmente, e enquanto o Commodore começava a perder espaço para os PCs e MACs.
Através do Sega-CD e do PC Engine, os fãs de videogames viram uma prévia da direção da música para essa finalidade rumo à música em streaming, o uso de de sons em samples e música sequenciada, técnica que continuou sendo implementada na trilha-sonora de jogos eletrônicos no século XXI. A relativamente imensa capacidade armazenamento de mídias ópticas trazia consigo uma geração de hardwares para áudio mais potentes e com maior qualidade na quinta geração. Em 1994, o Playstation, com um drive de CD, trazia suporte para 24 canais de sons de 16-bit em até 44.1 kHz, uma qualidade equivalente à de um CD. Também trouxe alguns efeitos de DSP, como reverb. Muitos títulos da Squaresoft continuaram a usar música sequenciada, como em Final Fantasy VII, Legend of Mana e Final Fantasy Tactics. O Sega Saturn também tinha drive de CD, e suportava 32 canais de PCM na mesma resolução do Playstation, mas com uma capacidade de 48 kHz. Jogos para o Nintendo 64, que ainda usava cartuchos, tinha sons digitais em qualidade inferior em relação a esses dois, devido ao custo da memória em estado sólido, o que fazia com que as músicas dos jogos do console fossem mais simples.

### Música pré-gravada estreaming
O uso de música totalmente pré-gravada tem muitas vantagens sobre a sequenciada em relação à qualidade sonora. É possível usar quantos instrumentos desejar, de qualquer tipo, e simplesmente gravar uma faixa para ser tocado no game, sem se preocupar com as restrições do sistema que vai reproduzi-lá. A qualidade é somente limitada pelo tanto de esforço empregado durante o processo de mixagem da faixa em si. Problemas de espaço em memória que anteriormente eram uma das maiores preocupações foram relativamente solucionados com o uso de mídias ópticas como padrão. A qualidade de CD do áudio passou a permitir que a música fosse praticamente indistinguível de qualquer outra fonte de música.

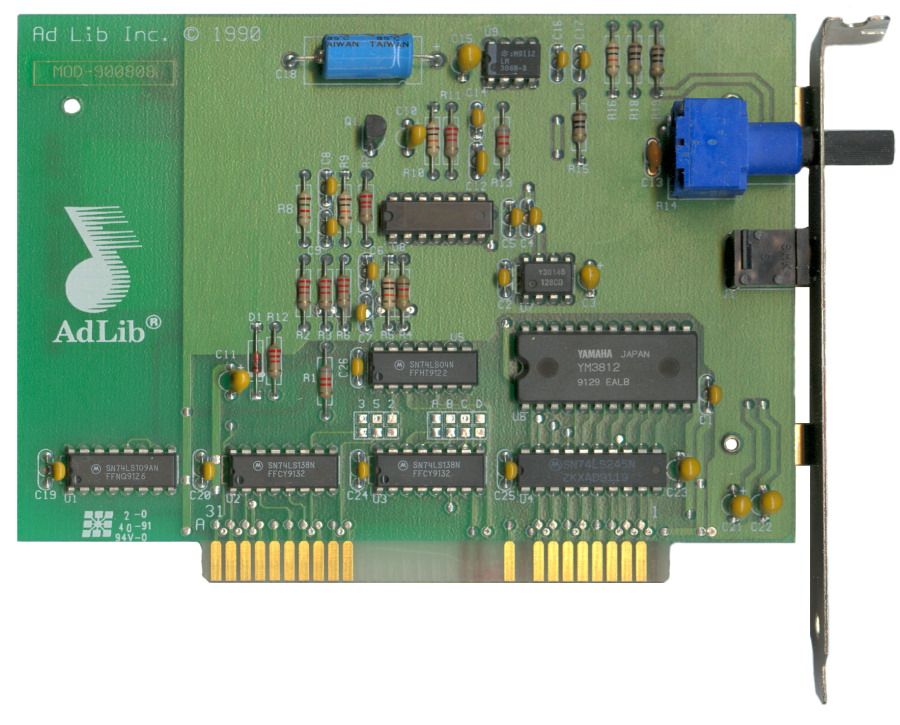
A placa AdLib.

Ao mesmo tempo, entre o fim da década de 1980 e início da de 1990, o uso de samples avançava nos jogos para PC. Os primeiros games para PC eram limitado ao PC Speaker em 1-bit, herança do legado de um clone dos PCs da IBM, e era fraco para gerar sons complexos. Placas de expansão permitiam síntese de modulação de frequência, como a placa AdLib. MIDI foi amplamente usado nesse período, como em (Doom). Um PC típico não tinha o poder da computação especializada para reproduzir sons digitais. Ao invés do desenvolvedor criar seu próprio esquema de samples, sequências em wavetable tornou-se uma alternativa popular, aonde sons pré-gravados seriam colocados na placa de som. A qualidade desses sons costumava variar de desenvolvedor para desenvolvedor, mas os produtos da Roland eram praticamente um padrão até à chegada da Sound Blaster da Creative, em 1989.
O Sound Blaster representava uma solução aceitável para que usuários de PC pudessem ter acesso a recursos sonoros dos games. A placa trazia uma entrada para joysticks, suporte para MIDI usando uma síntese baseada em AdLib, uma entrada para placas-filhas para uma espécie de expansão da própria Creative, a Wave Blaster, e também para produtos de outras companhias, e capacidade de gravação e reprodução de áudio digital em um único canal estéreo de 8-bit com 22.05 kHz (mais tarde expandido para 44.1 kHz). Isso ainda não resultou em um uso mais amplo de sons digitais para jogos de PC devido à impossibilidade de executar mais de um som digital ao mesmo tempo. Música sequenciada ainda era usada nos PCs assim como a maioria da música para videogames até meados da década de 1990, quando o suporte para CD-ROMs começou a ser mais comum, aumentado a capacidade armazenamento. Isso deu aos desenvolvedores o espaço em memória necessário para o uso de trilhas sonoras em streaming.
O uso de música digitalizada foi experimentada inicialmente em computadores domésticos e em máquinas de arcade - um exemplo famoso sendo o game das Teenage Mutant Ninja Turtles (Tartarugas Ninja), que executava a música tema do desenho animado. Na quarta geração de videogames, ainda havia a limitação do uso necessário de faixas de áudio em Red Book a partir de um CD enquanto a música era tocada (Sonic CD). No entanto, havia várias desvantagens em relação ao CD de áudio convencional. A tecnologia de leitura óptica ainda era limitada em sua velocidade, então tocar uma faixa de áudio do CD do jogo significava que o sistema não poderia acessar sua informação até que a música fosse interrompida. Looping, a forma mais comum de música para videogames, também era um problema, já que quando o laser atingia o fim da faixa teria que voltar até o começo da faixa para começar a lê-la novamente, causando uma pausa perceptível na execução.
Para resolver esse problema, alguns desenvolvedores resolveram criar seus próprios formatos de arquivo. Isso iria servir para um maior aproveitamento do espaço no CD, além de ajudar a aumentar a velocidade de leitura ao facilitar a procura de uma faixa especifica, e também permitindo um loop mais preciso ao poder armazenar informação em um buffer. Um pequeno problema era que o uso de áudio em um formato de compressão significava que teria que ser descomprimido quando posto para ser executado, o que geraria mais tempo para a CPU carregar a informação do jogo. Com o aumento da potência dos computadores, o tempo de espera para carregamento tornou-se mínimo, e em alguns casos uma placa de som poderia cuidar de todo o processo de descompressão.
A quinta geração de consoles também desenvolveu formatos especializados para streaming. A Sony desenvolveu o Yellow Book e o ofereceu a outras companhias. Os jogos tirariam proveito dessa habilidade, algumas vezes com resultados altamente elogiados (Castlevania: Symphony of the Night). Jogos para fliperamas, que continuavam usando síntese de modulação de frequência, geralmente tinham qualidades superiores de faixas de música em relação às suas versões para consoles caseiros (Street Fighter Alpha 2). Mesmo os consoles sendo capazes de reprodução com "qualidade de CD", essas faixas de áudio comprimidas não tinham realmente "qualidade de CD". Muitas tinham baixas frequências, mas não tão significantes a ponto de um consumidor final perceber. Alguns jogos continuavam a trazer um CD de áudio em Red Book para suas trilhas sonoras (a série Wipeout) que podiam até ser tocados em um aparelho reprodutor de CDs convencional.
Essa liberdade oferecia aos compositores a capacidade de dar à música de videogames o mesmo tanto de qualidade de qualquer outro tipo de música popular. Um músico agora podia produzir música para essa finalidade sem saber nada sobre programação ou arquitetura de games. Essa flexibilidade permitiria que músicos populares também pudessem usar seus talentos para os videogames. Um dos primeiros exemplos seria Way of the Warrior do 3DO, com música pela banda White Zombie. Um exemplo mais conhecido é a trilha sonora de Quake, por Trent Reznor.
Uma alternativa seria usar música já existente, não composta para essa finalidade, como no já mencionado game de arcada das Tartarugas Ninja. O jogo Star Wars: X-Wing vs. TIE Fighter e jogos subsequentes da série Star Wars usaram música composta por John Williams para os filmes da trilogia Star Wars.
O uso de músicas pré-gravadas, feitas ou não especialmente para o jogo, é uma técnica que continuou sendo utilizada mesmo após a virada do século XX para o XXI. É comum que jogos baseados em esportes radicais usarem músicas recentes de artistas populares (SSX, Tony Hawk Pro Skater, Initial D), assim como qualquer outro jogo com um tema com um teor cultural ligado a algum gênero de música (Need for Speed: Underground, Grand Theft Auto). Algumas vezes um híbrido dos dois é usado, como em Dance Dance Revolution.
Sons digitais em sequência continuaram a ser usados em jogos modernos para várias aplicações, especialmente em RPGs. Algumas vezes há uma combinação entre samples e música em streaming. Jogos como Republic: The Revolution (música composta por James Hannigan) e Command & Conquer: Generals (música composta por William Brown) usam sistemas sofisticados para dominar o fluxo da música incidental ao manter trechos curtos da música baseados na ação na tela e nas escolhas do jogador. Outros jogos mesclam dinamicamente o som do jogo baseando-se em momentos específicos. Em um exemplo recente, se o snowboarder em SSX ir para o alto após pular de uma rampa, a música vai se tornar mais suave ou mesmo se tornar abafada, e o barulho de vento soprando se torna mais alto e evidente para enfatizar a sensação de estar em queda-livre. Quando pousa, a música prossegue normalmente. A LucasArts foi uma pioneira nessa técnica de música interativa com o uso do sistema iMUSE, usado nos primeiros jogos de adventure e nos simuladores de voo da série Star Wars Star Wars: X-Wing e Star Wars: TIE Fighter. Jogos de ação como esses mudam sua trilha dinamicamente para combinar com o clima na tela.

### Trilhas sonoras personalizadas

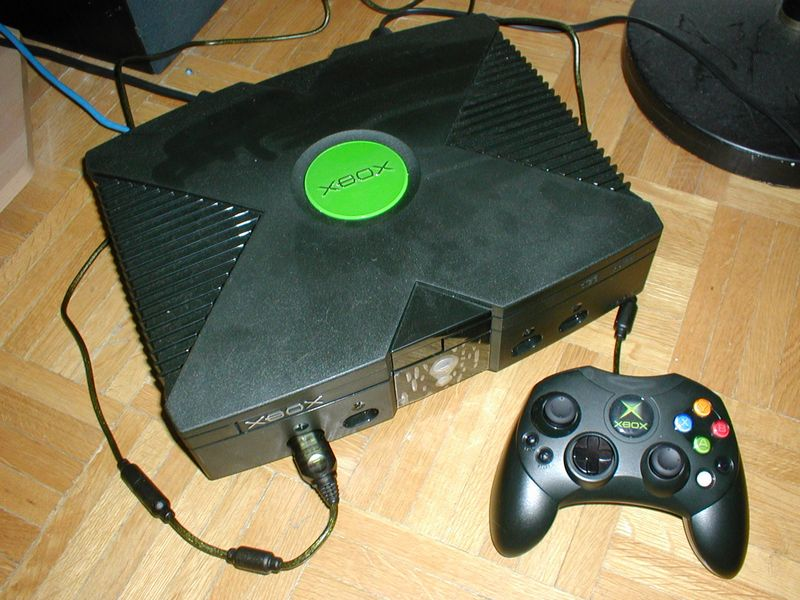
Xbox: Trilhas sonoras personalizadas.

A possibilidade tocar uma música à escolha do jogador durante o jogo no passado significava o óbvio recurso de retirar o som do jogo e usar um aparelho de reprodução alternativo. Algumas raras exceções foram em jogos para Windows, aonde você pode baixar o volume da música do jogo e executar um software de execução de música.
Alguns jogos para PlayStation tinham suporte para uma função similar, aonde o jogador trocaria o CD do jogo com um CD de música, apesar de que o CD do jogo fosse necessário toda vez que o carregamento de dados fosse exigido. Um dos primeiros jogos do console, Ridge Racer, era totalmente carregado na memória RAM, permitindo que o jogador colocasse o CD de áudio para prover a trilha-sonora durante todo o tempo de jogo. Em Vib Ribbon, isso se tornou uma opção que alterava a jogabilidade, com o jogo gerando fases baseadas na música do CD colocado.
O surgimento do Xbox na sexta geração de videogames trouxe a possibilidade de copiar a música de um CD dentro de uma memória interna, permitindo ao jogador usar sua própria trilha sonora. Essa possibilidade, chamada de Custom Soundtrack, tinha que ser usada pelo desenvolvedor do jogo. Essa possibilidade também existe na sétima geração com o Xbox 360.
O Wii também tem essa capacidade, assim como em alguns jogos do PlayStation Portable, aonde o jogador pode carregar a música a partir de um Memory Stick em jogos como Need for Speed Carbon: Own the City.

### Panorama nas primeiras décadas do século XXI
O Xbox 360 tem suporte para Dolby Digital, som de 16-bit em 48 kHz, codec para streaming, e um potencial de 256 canais de áudio simultâneos. Mesmo abrindo um leque de possibilidades, nenhum desses recursos representa mudança na forma como música para videogames é feita em relação à geração anterior. Os PCs continuam se valendo de acessórios terceirizados para reprodução do som em games, e a SoundBlaster, mesmo sendo praticamente a única grande placa de áudio no ramo, continua expandindo as capacidades do produto.
Por mais poderosa que seja a tecnologia do futuro, nenhuma representa avanços fundamentais na criação da música em si. O PlayStation 3 pode lidar com vários tipos de tecnologia de som surround, incluindo Dolby TrueHD e DTS-HD. O Wii da Nintendo mantém vários dos componentes de áudio do GameCube, seu antecessor na geração anterior, incluindo Dolby Pro Logic II.
O desenvolvedor de jogos dessa época tinham muitas possibilidades de como desenvolver música. É mais possível que mudanças no processo de criação da música dos videogames tenham mais a ver com o desenvolvimento do ramo como um todo, e não apenas com a tecnologia disponível em relação ao áudio. À medida que a música dos videogames começa a ser cada vez mais vendida (à parte do jogo), vai se tornado mais rentável no ocidente (no Japão CDs com as trilhas sonoras dos jogos são vendidos com sucesso há anos), elementos mercadológicos passam a ter mais influência sobre esse setor. Destaca-se também a música de fontes externas do setor dos games, com compositores renomados e artistas pop sendo contratados para produzir música para games como se fossem para um filme de cinema. Muitos outros fatores podem influenciar, como edições em relação ao conteúdo, políticas em algum ponto do processo de desenvolvimento, participação executiva, entre outros.

### Impacto e importância
Muitos jogadores de videogame acreditam que a música pode melhorar a dinâmica de um jogo. Corroborando com essa afirmaçāo, pesquisas apresentadas em revistas como a Popular Science afirmaram que a música de videogames é projetada para "estimular os sentidos dos jogadores enquanto opera em segundo plano no cérebro deles, (...). Ela tem que envolver o jogador em uma tarefa sem distraí-lo dela. Na verdade, a melhor trilha sonora direcionaria o ouvinte para a tarefa desejada."
Acredita-se que os efeitos sonoros ouvidos durante um jogo eletrônico também afetam o engajamento do jogo. Sons ambientais como os presentes em Resident Evil parecem aumentar a tensão sentida pelos jogadores, algo que a GameSpot afirmou também ter sido usado no cinema. Acelerar os efeitos sonoros e a música em jogos como Space Invaders também tem um forte impacto na experiência de jogo, quando feito corretamente. Isso pode ajudar a criar maior realismo no ambiente virtual, além de alertar os jogadores sobre acontecimentos e informações importantes.
A música e os efeitos sonoros podem se tornar memoráveis, permitindo que as pessoas reconheçam instantaneamente tais sons, bem como cantarolem ou imitarem uma melodia ou o efeito sonoro. Polygon afirmou que, apesar da popularidade da música para videogames, as pessoas nem sempre sabem o nome do compositor.

## A música dos videogames como um gênero musical
Muitos dos jogos feitos para o Nintendo Entertainment System e outros consoles da mesma época apresentam um estilo de música similar entre si que pode ser o mais próximo do que costuma ser descrito como o "gênero videogame" em termos de composição musical, ao invés de ser apenas considerado "música de videogame" por estar em um videogame ou por ser tocado em um console de videogame. Algumas características das composições que constituem esse gênero continuaram a influenciar a música de jogos eletrônicos por décadas, apesar das trilhas sonoras de videogames mais recentes procurarem emular as trilhas sonoras de cinema. Os elementos característicos da música criada para os games podem ter sido desenvolvidos devido às restrições tecnológicas do período em que foram feitas. O gênero também pode ter sido influenciado por bandas de technopop como a Yellow Magic Orchestra, que eram bem populares durante o período em que a música de videogames começava a ganhar sua sonoridade características.

## Fora do contexto eletrônico
Apreciação pela música dos videogames, em particular pela música dos consoles da terceira e da quarta geração e ocasionalmente das gerações mais recentes, continuou a ser representada fortemente pelos fãs e pelos compositores, mesmo sob a ausência de um videogame. Melodias e temas de 20 anos atrás continuam a ser reutilizadas por gerações mais novas de videogames. Os temas do Metroid original, compostos por Hirokazu Tanaka, podem ser ouvidos em jogos subsequentes da série, arranjados por Kenji Yamamoto.
A prática de vender trilhas sonoras de videogames separadamente do videogame em si aparentemente teve início no Japão. Discos com novas versões, remixes e performances ao vivo também eram variações comuns das trilhas originais. Koichi Sugiyama foi uma das primeiras pessoas nesses sub-genêros, e logo após o lançamento de Dragon Quest em 1986, foi lançado um CD com uma performance ao vivo de suas composições executadas pela Orquestra Filarmônica de Londres (e, posteriormente, por outras orquestras, como a Orquestra Filarmônica de Tóquio e a NHK Symphony). Outro pioneiro, Yuzo Koshiro, lançou uma performance ao vivo da sua trilha para ActRaiser. As contribuições de Koshiro em parceira com Mieko Ishikawa para a música de Ys tiveram tanto impacto que foi a trilha sonora de videogame que mais teve discos lançados.
Como as trilhas sonoras de animes, esses discos e até livros de partituras costumavam ser vendidos exclusivamente no Japão. Portanto, jogadores de outros países com interesse pelas músicas tinham que importar os produtos com empresas especializadas. Somente no final da década de 90 que alguns títulos (apenas os mais populares) começaram a ser lançados em outros países, como Estados Unidos e Inglaterra.
Outros compositores de temas marcantes deste período organizaram performances sinfônicas para exibirem seus trabalhos para games. Koichi Sugiyama organizou em 1987 o "Family Classic Concert" e continuou a se apresentar quase anualmente. Em 1991 ele também organizou uma série de concertos chamado "Orchestral Game Concerts", notável por apresentar outros compositores talentosos de música de videogames, como Yoko Kanno (Nobunga's Ambition, Romance of the 3 Kingdoms, Uncharted Waters), Nobuo Uematsu (Final Fantasy), Keich Suzuki (Earthbound) e Kentaro Haneda (Wizardry). Ele até chegou a compôr um balé em 1995 para Dragon Quest.
A popularidade mundial da VGmusic explodiu junto com o sucesso dos jogos da Squaresoft, particularmente com Chrono Trigger, Final Fantasy VI e Final Fantasy VII. Composições de Nobuo Uematsu para Final Fantasy IV foram arranjadas para Final Fantasy IV: Celtic Moon, uma performance ao vivo por músicos de corda com uma grande influência de música celta, gravada na Irlanda. O Love Theme deste mesmo jogo têm sido usado como uma peça instrucional de música em escolas japonesas.
Em 20 de agosto de 2003, pela primeira vez fora do Japão, música composta para videogames de todas as partes do mundo, de Final Fantasy a The Legend of Zelda, foi executada por uma orquestra, a Czech National Symphony Orchestra no "Symphonic Game Music Concert", na Alemanha. Esse evento foi apresentado como sendo a cerimônia oficial de abertura da maior feira de videogames da Europa, a GC Games Convention, e o mesmo foi repetido em 2004, 2005 e 2006.
Em 17 de novembro de 2003, a Square Enix lançou a Final Fantasy Radio pela America Online, uma estação de rádio on-line dedicada à executar faixas inteiras de Final Fantasy XI e Final Fantasy XI, e amostras das músicas presentes dos episódios VII, VIII, IX e X.
O primeiro Final Fantasy Music Concert sancionado oficialmente nos Estados Unidos foi apresentado pela Orquestra Filarmônica de Los Angeles no Walt Disney Concert Hall em Los Angeles, Califórnia, em 10 de maio de 2004. Os ingresssos foram esgotados em um único dia. "Dear Friends: Music from Final Fantasy" foi apresentado em várias cidades nos Estados Unidos.
Em 6 de julho de 2005, a Orquestra Filarmônica de Los Angeles também apresentou um concerto da série Video Games Live, no Hollywood Bowl. O concerto apresentou uma grande variedade de música de videogames, de Pong a Halo 2. Também incorporou projeções em telão que sincronizavam com a música, bem como efeitos especiais com lasers e luzes. Video Games Live têm estado em uma turnê mundial desde então.
Outros exemplos da música dos videogames em outras mídias são mencionados na linha do tempo abaixo.

### Remixes
Apesar de ser um termo com várias interpretações, o ato de remixar ainda é o termo mais empregado para identificar uma peça de música que está sendo re-sequenciada, tocada ao vivo por um artista diferente do original ou até mesmo inspirado por uma peça de música original. Apresentações variam de interpretações orquestrais de antigas melodias de chip, para várias segmentos diferentes, como rock, jazz, heavy metal, entre outros.
Em meados da década de 90 começou a despontar uma cultura de fãs dedicados a transcrever a música dos videogames em formatos MIDI. Isso permitiu aos fãs desprovidos de formação musical tradicional, mas com alguma habilidade com computadores a pegar as músicas baseadas nos sons primários dos chips e re-imaginá-las com a ampla variedade de instrumentos que podiam sintetizados com a tecnologia MIDI.
Performances de fãs também ganharam grande notoriedade, desde concertos até remixes das trilhas originais. O grupo de rock The Minibosses foi um dos pioneiros a ganhar um público pela internet com seus MP3s disponíveis para download de registro de suas performances, posteriormente vendendo CDs. Um grupo da Universidade de Wisconsin conhecido como Redefined, que fez um medley com versões "à capela" de faixas musicais de jogos populares como Super Mario Bros., Tetris, Mortal Kombat e The Legend of Zelda. Outros exemplos estão listados abaixo.
Entre os mais conhecidos recriadores de música de videogame estão os músicos por hobby, DJs e afins que produzem versões re-arranjadas ou remixadas das canções, que são disponibilizadas para download em algum formato comprimido. A qualidade das produções varia de artista pra artista. Alguns artistas receberam licença dos desenvolvedores dos jogos para publicarem seus trabalhos. Outros podem simplesmente dar um CD com seus trabalhos para quem pedir.

### Chip Tune
Há comunidades dedicadas a remixar ou mesmo criar música totalmente nova usando os mesmo chips de som dos consoles clássicos. Apesar disto também puder ser considerado remix, é um meio tão único de criar música que merece ser distinguido. Em alguns casos um emulador é usado para simular os sons dos chips quando o chip real não pode ser encontrado. O estilo musical é conhecido como chiptune e pode ser comparado ao uso de um sintetizador analógico. Várias vezes o compositor que opta trabalhar com esses chips possui alguma familiaridade com essa tecnologia, tem preferências pelo som de um chip em particular ou está em busca de um desafio de criar música agradável com o uso uma ferramenta relativamente simplória.
Muito da música feita sob o rótulo chiptune não é derivativo de nenhuma música de videogames, sendo trabalho original, mas graças ao uso de um hardware caracteristíco da VGMusic que inicialmente era de uso exclusivo desse segmento musical, está incluso neste artigo.

### Arquivos de som e emulação
Emuladores de chips de som, inspirados por emuladores de consoles de videogames, são desenvolvidos tanto como softwares de reprodução independentes como plugins para programas convencionais como o Winamp. Há vários sites sobre o tema, com arquivos com parte das ROMs dos jogos, contendo apenas a informação com a sua música, permitindo que os fãs possam ouvir a música bem próxima de como ela soa em seu sistema de origem. Cada console emulado tem um formato especifico de arquivo de áudio, como NSF (NES), GBS (Game Boy), SPC (Super Nintendo), PSF (PlayStation), PSF2 (PlayStation 2), GYM (Mega Drive), entre outros. Este modo de acessar o material musical de jogos eletrônicos mais antigos foi muito popular no início dos anos 2000. Contudo, as plataformas de streaming, como o YouTube e o Spotify, passaram a ser a forma mais utilizada de reproduzir tais músicas nas décadas subsequentes.
Faixas dos videogames também têm sido populares como toques de celular.

#### Formatos de arquivo
- Apple Macintosh, Macintosh II, Macintosh Quadra, PowerPC: Studio Session, MOD.
- Atari 8-bit: SAP.
- Atari ST: SNDH, SC68, YM, MOD.
- Commodore 64: SID.
- Commodore Amiga: MOD, MED, OKT.
- Game Boy: GBS.
- Game Boy Advance: GSF.
- IBM PC: MOD, 669, MTM, WOW, ULT, S3M, XM.
- NES: NSF.
- Nintendo 64: USF.
- PC-Engine: HES.
- PlayStation, PlayStation 2: PSF e PSF2.
- Sega Genesis: VGM, GYM, GSR.
- Sega Mark III: VGM.
- Sega Master System & Sega Game Gear: VGM.
- Sega Saturn: XA.
- SNES: SPC.
- Multi-plataforma: MIDI, SCUMM, MOD.

## Linha do tempo
Abaixo estão listados os fatos mais importantes na história da música para videogames:
- 1980: Sega lança Carnival, o primeiro jogo com música de fundo contínua. Anteriormente, os jogos usavam cassetes pré-gravadas com música.
- 1983: Exidy lança Crossbow, o primeiro jogo a conter efeitos sonoros digitais (sem música).
- 1984: A gravadora conhecida como Yen lança o primeiro disco de música de videogame. Video Game Music continha música de vários jogos da Namco, incluindo Pole Position, Xevious, Pac-Man, New Rally X, entre outros. Essa compilação de música original dos jogos de arcade da Namco foi lançada em LP (YLR-20003) e CT (YLC-20003).
- 1985: Sega lança o System 16, uma máquina de fliperama com o poderoso Yamaha YM2151 para sínteste de FM com um chip NEC opcional para síntese de som digital. Placas de máquinas de arcade de outras companhias (Namco, Capcom, Konami) também passariam a conter o Yamaha YM2151.
- 1986: A Game Music Organization é formada, como uma sucessora da Yen. Abreviada como G.M.O., foi o primeiro selo dedicado a lançar exclusivamente música de games. Lançaram vários discos de vários desenvolvedores japoneses, quase invariavelmente com títulos como: [companhia] Game Music (vol. nº). Exemplo: Sega Game Music Vol. 1.
- 1989: Game Music Organization encerra suas atividades e Scitron é sua sucessora. Scitron era um selo da Ponyu Canyon, enquanto a G.M.A. era da Alfa. Scitron não manteve contrato com todas as empresas de videogame que G.M.A. tinha; Falcom, Konami e várias empresas pequenas foram para a King Records e Namco migrou para a Victor. Antes, a indústria de músicas para videogame se concentrava ao redor da Game Music Organization, e com o fim desta, passou a se espalhar. A Polystar estabeleceu o selo DATAM. KOEI criou a primeira gravadora subsidiária de uma empresa de games.
- 1990: Super Famicon é lançado com um sistema de som contendo DSP, polifonia e potencial de síntese, mantendo a supremacia na época neste setor.
- 1993:  Mortal Kombat II é lançado com o sistema de som DCS, apresentando a melhor qualidade de som nos arcades da época.
- 1997: The Lost World: Jurassic Park é lançado no PlayStation com o primeiro videogame com uma trilha sonora totalmente tocada por uma orquestra. O primeiro jogo da série Sakura Taisen já apresentava música parcialmente feita com orquestra, e Heart of Darkness foi desenvolvido antes, mas lançado posteriormente.
- 2001: O renomado compositor de trilhas sonoras para cinema Harry Gregson-Williams é contrato para compôr a trilha de Metal Gear Solid 2: Sons of Liberty.

## Gêneros musicais relacionados
- Música eletrônica
- Música cinematográfica
- Nintendocore
- J-pop
- Micromusic
- Tracker Music
- Chiptune
- Bitpop

### Compositores
- Scott Cairns
- Aaron Marks
- Rod Abernethy e Jason Graves
- Bob and Barn Ltd
- James Hannigan
- Jesper Kyd
- Koichi Sugiyama
- Jeff van Dyck
- Inon Zur
- Mark Knight
- Nobuo Uematsu
- Entrevista com Yuzo Koshiro
- Michael Bross
- Side UK Ltd
- Artigo sobre Rob Hubbard
- Koji Kondo
- Akira Yamaoka
- Mick Gordon

### Dedicados a alguma série em particular
- Square Enix Music Online - Contêm listagens de discos, informações dos compositores, resenhas, arranjos, MIDIs, MP3s e outros dados relacionados com a música dos jogos da Square Enix.
- Squaresound- Outro site dedicado à música dos jogos da Square Enix.

### Dedicados a séries variadas
- As 1000 Músicas de Video Game que Você Precisa Ouvir- Lista crescente que pretente nomear 1000 músicas de jogos eletrônicos dos mais variados consoles e estilos.

### Informações e notícias
- Music4Games.Net
- Game Music 4 All
- Zip Zap POW!
- MODMancer Radio
- Console Sonoro

### Estudos
- GamesSound.com- site com estudos e informações de e para educadores relacionados ao som de games.

### Arquivos de músicas
- ASMA- 8-bit Atari
- The High Voltage SID Collection- Commodore 64
- SMSPower.org 8-bit Music Section- Master System e Game Gear
- Project2612.org- Mega Drive
- SNESmusic.org- Super Nintendo
- Zophar's Domain- Diversos